# Sumony
Sumony es un pueblo ubicado en el distrito de Szentlőrinc, en el condado de Baranya, Hungría.

## Superficie
Posee una superficie de 20,21 kilómetros cuadrados.

## Demografía
Hasta 2019 la población era de 419 habitantes, con una densidad de población de 20,73 habitantes por kilómetro cuadrado.